# Vitória hipotética do Eixo na Segunda Guerra Mundial

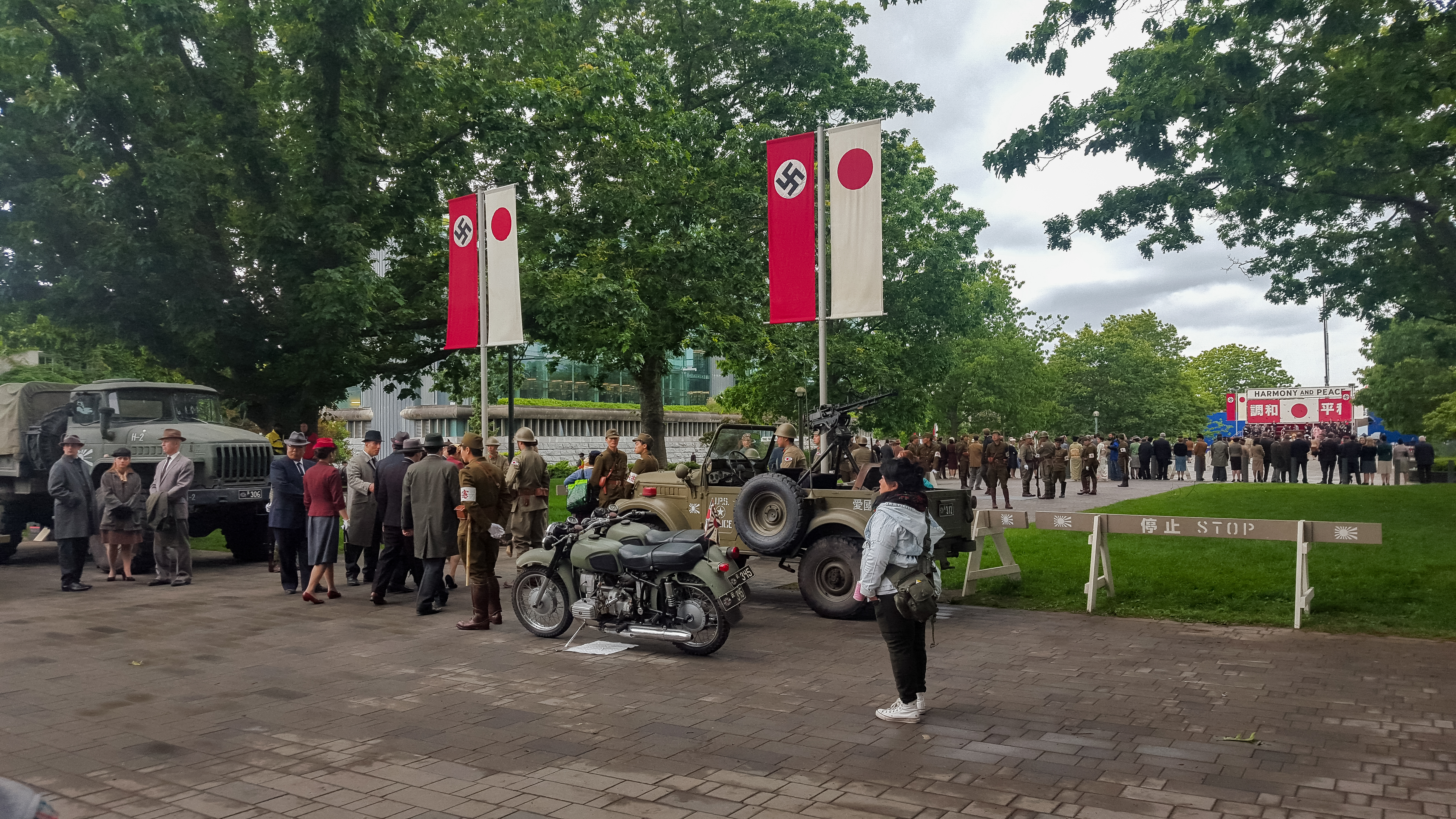
Um filme ambientado em Vancouver, Canadá, usado para a série de televisão de história alternativa de 2015, The Man in the High Castle. A ocupação das principais cidades aliadas pelas forças do Eixo é comumente retratada em obras sobre uma hipotética vitória do Eixo.

Uma hipotética vitória militar das potências do Eixo sobre os Aliados da Segunda Guerra Mundial (1939–1945) é um tema comum na literatura especulativa. Obras de história alternativa (ficção) e de história contrafactual (não-ficção) incluem histórias, romances, performances e mídia mista que muitas vezes exploram a vida pública e privada especulativa em terras conquistadas pelo eixo, cujos principais poderes eram a Alemanha nazista, o Japão imperial e a Itália fascista.
A primeira obra do gênero foi Swastika Night (1937), de Katherine Burdekin, romance britânico publicado antes da Alemanha nazista lançar a Segunda Guerra Mundial em 1939. Romances posteriores de história alternativa incluem The Man in the High Castle (1962) de Philip K. Dick, SS-GB (1978) de Len Deighton e Fatherland (1992) de Robert Harris . As histórias tratam da política, da cultura e das personalidades que teriam permitido as vitórias fascistas contra a democracia e da psicologia da vida cotidiana nas sociedades totalitárias . Os romances apresentam histórias de como os cidadãos comuns teriam lidado com a ocupação militar fascista e com os ressentimentos de estarem sob dominação colonial .
A literatura usa o termo latino Pax Germanica para descrever esses resultados fictícios do pós-guerra. O termo Pax Germanica foi aplicado à hipotética vitória imperial alemã na Primeira Guerra Mundial (1914-1918).[carece de fontes?] O conceito é derivado daquele de Pax Romana e segue a tendência dos historiadores cunharem variantes do termo para descrever outros períodos de paz relativa, seja estabelecida ou tentada, como Pax Americana, Pax Britannica, Pax Sovietica.
Acadêmicos como Gavriel David Rosenfeld em The World Hitler Never Made: Alternate History and the Memory of Nazism (2005), pesquisaram as representações da mídia sobre a 'vitória nazista'.